# Bajończycy

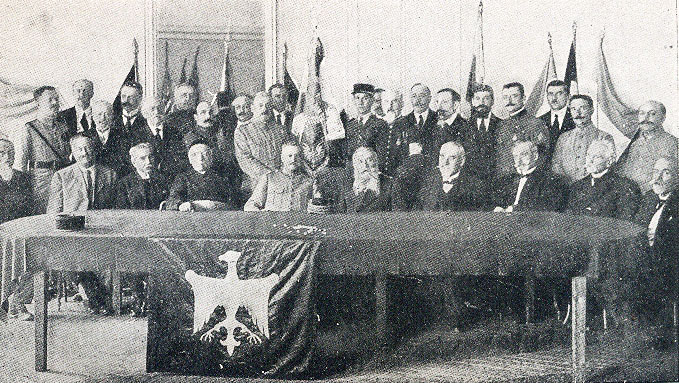
Sztandar Legionu Bajończyków na posiedzeniu Komitetu Wolontariuszy Polskich do służby w Armii Francuskiej (Le Comité des Volontaires pour le Service dans l’Armée Française). Sztandar przekazano do Komitetu 28 lipca 1915 po rozwiązaniu Legionu. Fotografia wykonana prawdopodobnie na wiosnę 1918 w siedzibie Misji Wojskowej Polsko-Francuskiej w Paryżu. Na fotografii, w drugim rzędzie, pierwszy od lewej stoi Wacław Gąsiorowski w mundurze Armii Polskiej we Francji. Z jego inicjatywy w Paryżu rozpoczęto formowanie kompanii ochotniczej tuż przed wybuchem I wojny światowej. Z tyłu oparte o ścianę są widoczne m.in. sztandary formacji ochotniczych z Ameryki przywiezione do Francji na przełomie lat 1917 i 1918, po czym oddane do Misji.

Bajończycy – potoczna nazwa pododdziału piechoty Legii Cudzoziemskiej złożonego z polskich ochotników.

## Historia oddziału
Zamiast planowanego legionu (Legion Bajończyków) ze zwerbowanych w Paryżu w sierpniu 1914 ochotników polskich sformowano dwa oddziały: ok. 200 żołnierzy wysłano na przeszkolenie do Bayonne, stąd zwano ich bajończykami, a ok. 250 żołnierzy skierowano do Rueil, stąd ich nazwa – rueilczycy. O ile bajończycy pozostali zwartym oddziałem w sile jednej kompanii, to rueilczyków rozproszono po różnych jednostkach 3 Pułku Marszowego Legii Cudzoziemskiej. Dalszy werbunek został wstrzymany po proteście ambasady rosyjskiej, która obawiała się, że legion będzie walczył o niepodległość Polski.
Ostatecznie bajończycy zostali wcieleni do 2 Pułku Marszowego (dowódca pułkownik Louis Pein) w ramach 1 Pułku Cudzoziemskiego – jako 2 kompania Batalionu C (dowódca batalionu – mjr Gustave Alfred Noiré). Wśród ochotników był syn znanego historyka Józefa Szujskiego – Władysław. Bajończykiem był początkowo również Xawery Dunikowski, który wspólnie z Janem Żyznowskim zaprojektował sztandar kompanii, wręczony Polakom 21 września 1914 przez mera miasta Josepha Garat. Pozostałe kompanie tego batalionu były złożone z Czechów (1), Belgów (3) i Włochów (4). Początkowo kompanią bajończyków dowodził por. rez. Julien Maxime Stephen „Max” Doumic (zginął 11 listopada 1914 pod Sillery w departamencie Marna), a po nim kpt. Juvénal Osmont d’Amilly (zginął 9 maja 1915 pod Neuville-Saint-Vaast w departamencie Pas-de-Calais).
Umundurowanie bajończyków składało się z czerwonych spodni i czerwonej czapki, granatowej bluzy i niebieskiego płaszcza. Sztandar oddziału przedstawiał białego orła bez korony na czerwonym tle. Funkcję chorążego bajończyków pełnił Władysław Szujski.
Kompanię skierowano 22 października 1914 na front. Bajończycy walczyli przeciwko Niemcom na froncie zachodnim w Szampanii w latach 1914–1915. Pełnili służbę w okolicach Sillery od listopada 1914 do kwietnia 1915. Potem zostali skierowani w okolice miasta Arras, gdzie 9 maja uczestniczyli w natarciu na wzgórza Vimy w pobliżu Neuville-Saint-Vaast. Opanowali niemieckie pozycje, okupiwszy sukces ciężkimi stratami wynoszącymi 3/4 stanu kompanii.
Po tym okresie, przy życiu pozostało tylko ok. 50 bajończyków, których po odpoczynku skierowano 16 czerwca na niemieckie pozycje na cmentarzu w Souchez, gdzie śmierć ponieśli kolejni żołnierze, i dlatego latem 1915 oddział rozwiązano. Ich bohaterstwo dokumentuje do dziś sztandar kompanii ze śladami 34 przestrzelin, który jest przechowywany w Muzeum Wojska Polskiego w Warszawie. Część byłych bajończyków zaciągnęła się do jednostek francuskich lub wyjechała do Rosji, aby walczyć w oddziałach polskich. Zdecydowana większość wstąpiła do organizowanej od 1917 Armii Polskiej we Francji.
10 czerwca 1922 minister spraw wojskowych nadał po raz pierwszy Krzyż Walecznych „za męstwo i odwagę wykazane w walkach z nieprzyjacielem Ojczyzny” ś.p. majorowi armii francuskiej Noiret (Noiré), ś.p. kapitanowi armii francuskiej Ossmanowi (Osmont d’Amilly) oraz trzem oficerom, dziesięciu podoficerom i trzynastu szeregowym – żołnierzom byłego I Oddziału Polskiego „Bajończyków”.
27 września 1922 Naczelny Wódz i Naczelnik Państwa Józef Piłsudski nadał Krzyż Srebrny Orderu Wojskowego Virtuti Militari nr 6155 chorągwi „byłego I Oddziału Polskiego we Francji (Bajończyków)” oraz odznaczył orderem tej samej klasy 18 byłych żołnierzy Legionu, w tym 6 oficerów i 12 szeregowców.

## Upamiętnienie

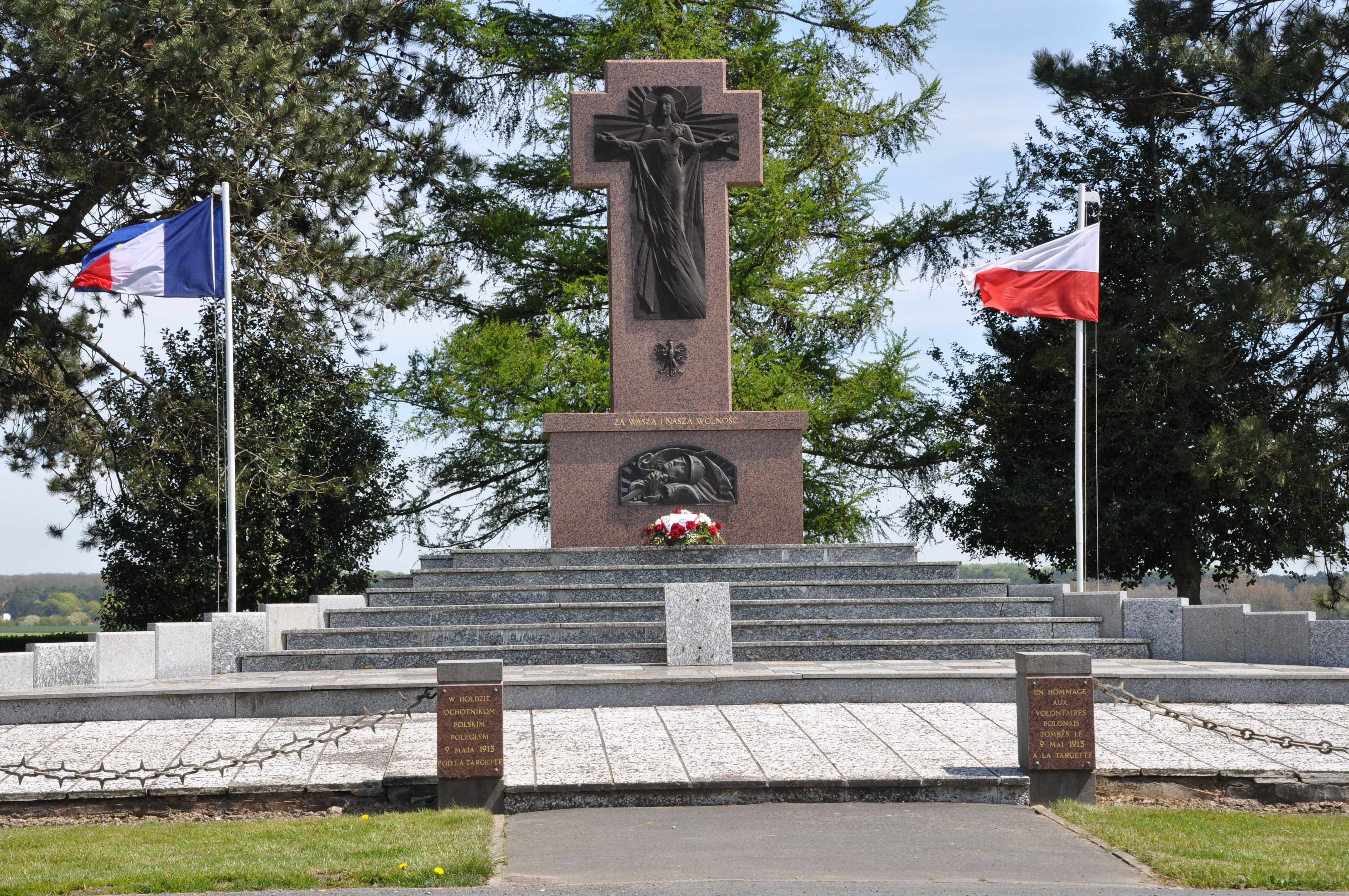
Pomnik Bajończyków w La Targette

Staraniem Polonii francuskiej na miejscu bitwy pod Arras w La Targette 21 maja 1933 odsłonięto pomnik bajończyków. W Bajonnie 15 lipca 1934 odsłonięto tablicę „Aux Volontaires Polonaises”, a na nekropolii Notre-Dame de Lorette podobną tablicę „Ku czci ochotników polskich” ufundowaną przez Kongres Polonii Francuskiej w 1978. Szereg nazwisk bajończyków wyryto na pomniku „L’Anneau de la Mémoire” odsłoniętym 11 listopada 2014 obok ww. cmentarza. W Polsce bajończyków upamiętniono napisem „Arras 9 V 1915” na tablicy Grobu Nieznanego Żołnierza w Warszawie. 5 kwietnia 1929 Minister Spraw Wojskowych nadał 43 pułkowi piechoty nazwę „43 pułk piechoty Legionu Bajończyków”, a 25 lipca 1939 zmienił ją na „43 pułk strzelców Legionu Bajończyków”.
Oprócz nagrobków i nazwisk nielicznych bajończyków upamiętnionych na cmentarzach we Francji i w Polsce jedyny poza cmentarzem pomnik bajończyka ppor. Lucjana Malcza znajduje się w jego miejscu urodzin we wsi Olszowa.

## Kawalerowie Virtuti Militari
1. ś.p. st. szer. Władysław Szujski (Szuyski) nr 5709
2. kpt. Jerzy Kijewski nr 5710
3. szer. Daniel Bulkiewicz nr 5711
4. ś.p. ppor. Lucjan Malcz nr 5712
5. rtm. Jan Sobański nr 5713
6. ppłk Władysław Michalski nr 5714
7. ppor. Jan Rotwand nr 5715
8. szer. Szczepan Żbikowski nr 5716
9. szer. Szczepan Osowski nr 5717
10. st. szer. Ludgard Morgiewicz nr 5718
11. st. szer. Jerzy Szurig nr 5719
12. st. szer. Jerzy Rządkowski nr 5720
13. kpr. Stanisław Kulongowski nr 5721
14. szer. Jerzy Osecki nr 5722
15. st. szer. Adam Lumbe nr 5723
16. szer. Władysław Kulongowski nr 5724
17. szer. Leon Szymański nr 5725
18. ppor. Włodzimierz Szaniawski nr 5726